# Pseudococcus dispar
Pseudococcus dispar är en insektsart som beskrevs av Mckenzie 1962. Pseudococcus dispar ingår i släktet Pseudococcus och familjen ullsköldlöss. Inga underarter finns listade i Catalogue of Life.